# Anne Jules di Noailles
Anne Jules de Noailles, II duca di Noailles, conte d'Ayen (Parigi, 5 febbraio 1650 – Versailles, 2 ottobre 1708), è stato un generale francese.

## Famiglia
Era il figlio di Anne de Noailles, e di sua moglie, Louise Boyer, dama di compagnia della regina Anna d'Austria.

## Carriera
Ben presto intraprese la carriera militare. Nel 1666 divenne aiutante del re e preso parte alla guerra olandese nel 1672. È stato nominato feldmaresciallo nel 1677 e a tenente generale nel luglio 1681. Servì nelle Fiandre nel 1685 e successe al padre come duca di Noailles e pari di Francia nel 1678. 
È stato il responsabile per sopprimere insurrezioni calvinisti in Linguadoca dopo la revoca dell'Editto di Nantes (1685), governatore del Roussillon e del Linguadoca.
È stato uno dei principali generali di Francia verso la fine del regno di Luigi XIV, e, dopo aver eretto il reggimento di Noailles nel 1689, comandò in Spagna, sia durante la Guerra della Grande Alleanza che la guerra di successione spagnola, e fu creato maresciallo di Francia nel 1693.
Dopo aver vinto la Battaglia di Toroella nel 1694, prese parte all'assedio di Palamós (7 giugno 1694), quello di Gerona (16 giugno) e di Castellfollit nel mese di settembre. 
Nel 1700, ha accompagnato Filippo V, nipote di Luigi XIV, al confine con la Spagna per prendere il potere e l'installazione sul trono di Spagna. 

## Matrimonio
Sposò, il 13 agosto 1671, Marie-Françoise de Bournonville (1656-1748), figlia d'Ambroise François de Bournonville, duca de Bournonville. Ebbero diciotto figli:
1. Marie Christine de Noailles (1672–1748), sposò Antoine V de Gramont, ebbero due figli;
2. Louis Marie de Noailles (1675-1680);
3. Louis Paul de Noailles (1676-1683), conte d'Ayen;
4. Marie Charlotte de Noailles (1677–1723), sposò Malo, marchese di Coëtquen;
5. Adrien Maurice de Noailles (1678–1766);
6. Anne Louise de Noailles (1679-1684);
7. Jean Anne de Noailles (1681-1685);
8. Julie Françoise de Noailles (1682-1698);
9. Lucie Félicité de Noailles (1683-1745), sposò Victor Marie d'Estrées, non ebbero figli;
10. Marie Thérèse de Noailles (1684–1784), sposò Charles François de la Baume Le Blanc, Duca di La Vallière;
11. Emmanuel Jules de Noailles (1686–1702), conte de Noailles;
12. Marie-Françoise de Noailles (1687-1761), sposò Emmanuel de Beaumanoir, marchese di Lavardin;
13. Marie Victoire de Noailles (1688–1766), sposò in prime nozze Louis de Pardaillan de Gondrin e in seconde nozze Luigi Alessandro di Borbone-Francia;
14. Marie Émilie de Noailles (1689–1723) sposò Emmanuel Rousselet, marchese di Châteauregnaud;
15. Jules Adrien de Noailles (1690–1710), conte de Noailles;
16. Marie Uranie de Noailles (1691-?), suora;
17. Jean Emmanuel de Noailles (1693-1725), marchese di Noailles;
18. Anne Louise de Noailles (1695-1773), sposò in prime nozze François Le Tellier, marchese di Louvois, ebbero figli, e in seconde nozze Jacques Hippolyte Mancini, Marchese Mancini ed ebbe figli; l'attuale principe di Monaco discende da questa linea.